# Pterycombus brama
Pterycombus brama es una especie de peces de la familia Bramidae en el orden de los Perciformes.

## Morfología
• Los machos pueden llegar alcanzar los 46 cm de longitud total.

## Distribución geográfica
Se encuentra en el  Atlántico occidental (desde Terranova y el norte del Golfo de México hasta Jamaica) y en el  Atlántico  oriental (desde Noruega hasta el Golfo de Guinea). También en Islandia.